# Amfreville-les-Champs (Eure)
Amfreville-les-Champs ist eine französische Gemeinde mit 444 Einwohnern (Stand: 1. Januar 2022) im Département Eure in der Region Normandie (vor 2016 Haute-Normandie). Sie gehört zum Arrondissement Les Andelys und zum Kanton Romilly-sur-Andelle.  Die Einwohner werden Amfrevillais genannt.

## Geographie
Amfreville-les-Champs liegt etwa 30 Kilometer südöstlich von Rouen. Umgeben wird Amfreville-les-Champs von den Nachbargemeinden Douville-sur-Andelle im Nordwesten und Norden, Radepont im Nordosten, Bacqueville im Osten, Houville-en-Vexin im Osten und Südosten, Heuqueville im Süden und Südwesten sowie Flipou im Westen.

## Bevölkerungsentwicklung
| Jahr                       | 1962 | 1968 | 1975 | 1982 | 1990 | 1999 | 2006 | 2019 |
| Einwohner                  | 181  | 183  | 221  | 269  | 286  | 342  | 399  | 447  |
| Quellen: Cassini und INSEE |      |      |      |      |      |      |      |      |

## Sehenswürdigkeiten
- Kirche Saint-Pierre aus dem 12./13. Jahrhundert
- Pfarrhaus aus dem 18. Jahrhundert
- Herrenhaus aus dem 17. Jahrhundert

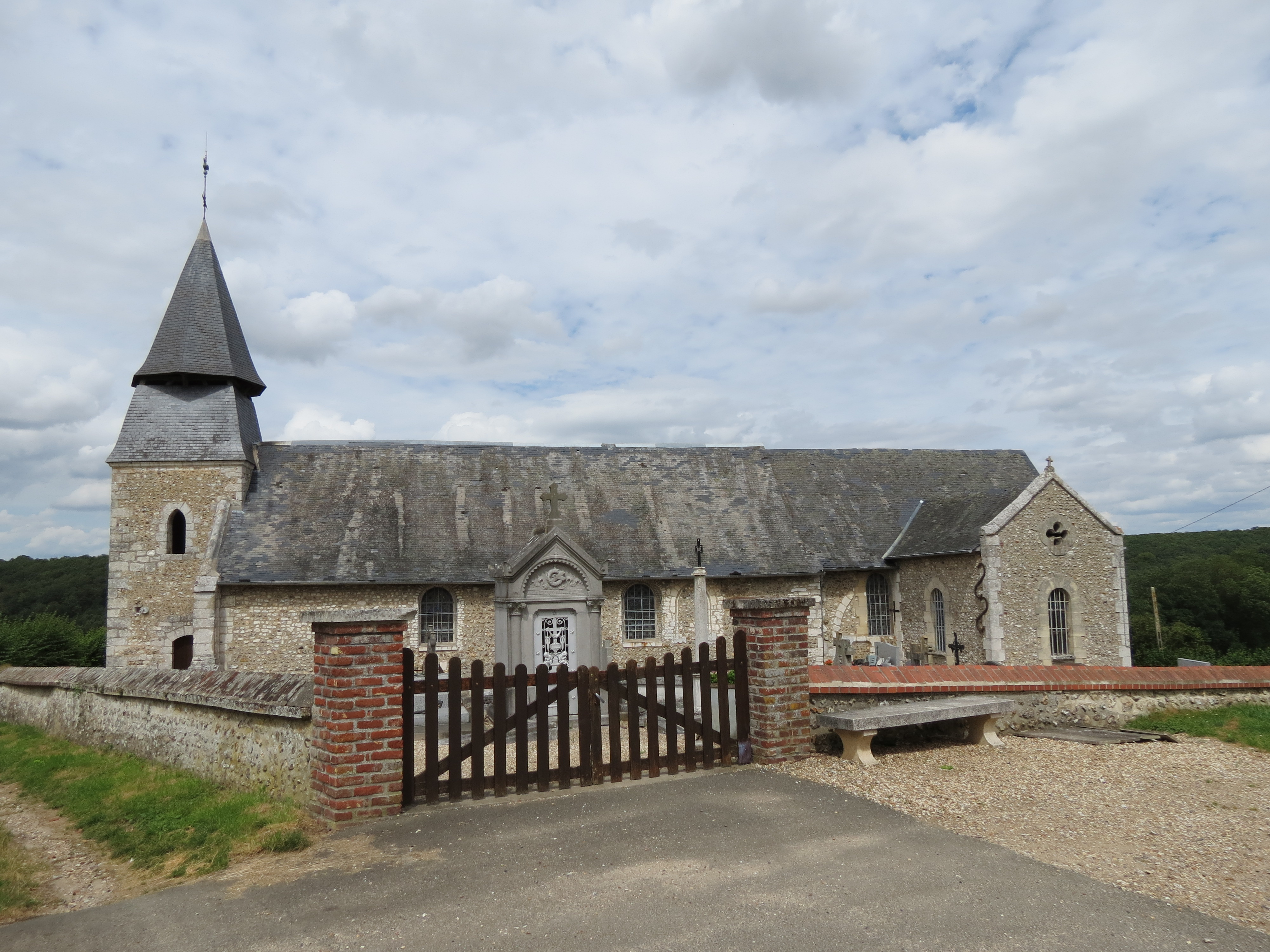
Kirche Saint-Pierre